# Günther Gereke
Günther Gereke (Delitzsch, 6 oktober 1893 - Neuenhagen bei Berlin, 1 juni 1970) was een Duits politicus. Hij was de zoon van een landheer (Rittergut (heerlijkheid) Gruna bij Delitzsch). Gereke studeerde rechten aan de Universiteit van Leipzig. Tijdens de Eerste Wereldoorlog (1914-1918) was hij oorlogsvrijwilliger.
Na de oorlog was hij landraad te Torgau en lid van de Saksische Landdag (1919). Sedert 1922 exploiteerde hij zijn landgoed Pressel (Torgau). Van 1924 tot 1928 was hij Rijksdag-afgevaardigde voor de DNVP (Duitse Nationale Volkspartij). In 1929 trad hij uit die partij en werd lid en vicevoorzitter van Christlich-Nationale Bauern- und Landvolkpartei (1929-1933). Daarnaast was hij werkzaam voor de landbouwraad en de economische raad van Duitsland. Van 1930 tot 1932 was hij opnieuw Rijksdag-afgevaardigde, nu voor de Christlich-Nationale Bauern- und Landvolkpartei. In de kabinetten van Franz von Papen en Kurt von Schleicher was Gereke rijkscommissaris van Werkverschaffing. Dit ambt behield hij ook korte tijd onder Adolf Hitler, maar in maart 1933 werd hij gearresteerd wegens geldverduistering en werd hij in 1935 veroordeeld tot 30 maanden gevangenisstraf. 
Na de aanslag op Hitler (juli 1944) werd hij opnieuw tot een gevangenisstraf veroordeeld, maar na de Duitse capitulatie (mei 1945) kwam hij vrij. In 1946 vluchtte hij naar de Britse bezettingszone en werd lid van de CDU en het CDU-partijbestuur van Nedersaksen. Van 1948 tot 1950 was Gereke minister van Landbouw van Nedersaksen. In 1950 bezocht hij Walter Ulbricht in de DDR. Wegens dit bezoek werd hij uit alle ambten gezet en tevens als CDU-lid geroyeerd. In 1951 richtte hij de Duitse Sociale Partij op, waarvan hij voorzitter en landdag-afgevaardigde werd.
In 1952 vertrok Gereke naar de Duitse Democratische Republiek en werd aldaar lid van de Oost-Duitse CDU en de Presidentiële Raad van het Nationaal Front (NF).